# Mezio Agostini
Mezio Agostini (* 12. August 1875 in Fano; † 22. April 1944 ebenda) war ein italienischer Komponist, Dirigent und Musikpädagoge.

## Leben

### Ausbildung
Mezio Agostini erhielt zunächst unterricht bei seinem Vater. Von 1885 bis 1893 studierte er am Liceo Rossini, dem späteren Conservatorio Statale di Musica „Gioachino Rossini“ in Pesaro. Sein Klavierstudium beim Pianisten Mario Vitali schloss er 1893 mit einem Diplom ab. Ein weiteres Diplom erhielt er 1894 in Komposition nach Studien bei Carlo Pedrotti (1817–1893) und Arturo Vanbianchi (1862–1942).

### Künstlerische und pädagogische Tätigkeit
Zwischen 1894 und 1900 wirkte er als Theaterkapellmeister an verschiedenen italienischen und auswärtigen Bühnen. Im Jahr 1900 berief ihn Pietro Mascagni als Professor für Harmonielehre an das schon genannte Liceo Rossini in Pesaro. 1909 wurde er als Nachfolger Ermanno Wolf-Ferraris Direktor und erster Kompositionslehrer am Liceo Benedetto Marcello, dem späteren Conservatorio Benedetto Marcello in Venedig. Diese Position hatte er bis 1940 inne. 1905 dirigierte er die Uraufführung der Oper Giovanni Gallurese von Italo Montemezzi am Teatro Grande in Brescia. 1910 leitete er die Wiederaufführung der Oper La cambiale di matrimonio im Teatro La Fenice in Venedig. Bei vielen Gelegenheiten vor allem in den Jahren nach dem Ersten Weltkrieg dirigierte er in Venedig und anderen Städten Sinfoniekonzerte. Er konzertierte als Pianist, führte unter anderem seine eigenen Werke auf und spielte mit dem Geiger Mario Corti (1882–1957) und dem Cellisten Gilberto Crepax (1890–1970) Kammermusik.

## Werke (Auswahl)
Agostini komponierte Orchester-, Kammer-, Klavier- und Orgelmusik sowie einige Opern.

### Bühnenwerke
- Jovo e Maria, Oper in zwei Akten. Libretto: A. Pizzagalli, nach einem montenegrinischen Sujet. Das Werk wurde 1896 für die Hochzeit von Viktor Emanuel, Prinz von Neapel mit Elena von Montenegro geschrieben und ihnen gewidmet. Es wurde aber nicht aufgeführt.[1]
- Il cavaliere del sogno, lyrische Legende in einem Akt, Libretto: G. Margaroni-Brancuti und A. Saviotti.[Digitalisat 1] Die Uraufführung fand am 24. Februar 1897 im Teatro della Fortuna in Fano statt.
 Die Personen der Uraufführung waren: Il castellano, Ezio Fucili; Gisella, seine Tochter, Teresina Chelotti (1861–1927, Sopran); Il cavaliere del sogno, Oreste Ponzi; Rutlando, sein Knappe, Davide Carnevali (Bariton)
- La penna d’Airone, in einem Akt, Libretto: Alfredo Saviotti, 1898
- Alcibiade, Oper in drei Akten, Libretto: Francesco Vatielli (1877–1946) nach Felice Cavallotti (1842–1898), 1902
- America, auch Hail Columbia, Libretto: Carlo Zangarini (1874–1943) nach einer Legende von Henry Wadsworth Longfellow, 1904
- L’ombra, Oper in drei Akten, Libretto: Luigi Orsini (1873–1954) nach einer Novelle von Antonio Beltramelli (1874–1930), 1907
- L’agnello del sogno, 1928
- La figlia del navarca, Opera seria in 3 Akten, Libretto: Luigi Orsini. Die Uraufführung fand am 3. September 1938 im Teatro della Fortuna in Fano statt.[4]

### Chormusik
- Chöre für vier gemischte Stimmen op. 45, Vittorio Veneziani gewidmet, OCLC 89868431 OCLC 898684317
  - Natale op. 45 Nr. 1 Text: Alfredo Galletti (1872–1962)
  - Maggiolata op. 45 Nr. 2 Text: Giosuè Carducci (1835–1907)
  - Meriggio Alpino op. 45 Nr. 3 Text: Giosuè Carducci
  - Bacco domanda un bicchiere op. 45 Nr. 4 Text: aus Bacco in Toscana von Francesco Redi
- Inno alla mutualità scolastica, für einstimmigen Kinderchor mit Klavierbegleitung, Text: Maria Pezze’ Pascolato (1869–1933)

### Kammermusik
- Klaviertrio F-Dur op. 17, gedruckt bei C. Schmidl & C., Leipzig, 1911, OCLC 936904388. Das Werk gewann 1904 den ersten Preis eines Kompositionswettbewerbs, der von der Zeitschrift Musica di Parigi ausgeschrieben worden war. Juroren waren unter anderem Claude Debussy und Paul Dukas.[1]
- Streichquartett Nr. 2, op. 37, 1923 bei Mario Gasparini in Venedig gedruckt[Digitalisat 2]
 I. Allegro un po sostenuto – II. Adagio non troppo ed espressivo – III. Scherzo – IV. Finale
- Sonata für Violine und Klavier op. 46, gedruckt bei Pizzi in Bologna, 1922 OCLC 936480820  Bongiovanni, Bologna, 1922 OCLC 206468559
- Drei Kompositionen für Violoncello und Klavier op. 48, gedruckt bei Pelissier in Rom OCLC 1040716086 I  Dolce canto II Serenata III Arlecchino imnamorato

### Klaviermusik
- Kompositionen für Klavier, gedruckt 1912 bei Carisch & Jänichen, Mailand.
  - Ballata, Ugo Bassani (1851–1914) gewidmet, Carisch & Jänichen, Mailand. OCLC 659167136
  - Impressioni, acht Klavierstücke
    - I. Berceuse
    - II. Crepusculo
    - III. Abbandono, Carisch & Jänichen, Mailand, 1912
    - IV. Raccontando
    - V. Rimpianti,  Carisch & Jänichen, Milano, 1912 OCLC 659167114
    - VI. Semplicità
    - VII. Sognando,  Carisch & Jänichen, Milano, 1912 OCLC 659167126
    - VIII. Mazurka insinuante

  - Imprompu
  - Mazurka Nr. 2
  - Mazurka Nr. 3 in e-Moll
  - Mazurka Nr. 4 in D
  - Notturno, Adriano Adriani gewidmet, Carisch & Jänichen, Milano  OCLC 659167146
  - Scherzo, Mario Vitali gewidmet, Carisch & Jänichen, Milano, 1912  OCLC 659167156
  - Valse Nr. 1 in G
  - Valse Nr. 2 in f-Moll
  - Valse caprice
- Bordeggiando, Barcarole für Klavier, gedruckt bei Casa Editrice Musicale Italiana, 1913
- Coccodè!, Pezzo caratteristico [Charakterstück] für Klavier op. 12 gedruckt in der Casa Editrice Musicale Italiana,  Breitkopf & Haertel, Mailand OCLC 1298785573
- Al Telajo, gedruckt in Turin, 1921

### Orgelmusik
- Preludio in Des-Dur für Orgel, Vincenzo Petrali gewidmet, 1911 bei Giudici & Strada in Mailand publiziert[Digitalisat 3] OCLC 898729204
- Preghiera [Gebet] für Orgel in Des-Dur, gedruckt bei Guglielmo Zanibon, Padova, komponiert 1941 OCLC 964199265

### Vokalmusik
- La serenata, für Gesang und Klavier, Text: Vittoria Aganoor (1855–1910), 1932 gedruckt bei Pélissier in Rom OCLC 1270895891

## Rezeption
The Society for the Promotion of Italian Concert Music, war eine Gesellschaft mit dem Ziel die Musik damals zeitgenössischer Komponisten, dem amerikanischen Konzertpublikum bekannter zu machen. Sie führte eine Liste auf der, die von der Gesellschaft für unterstützenswert gehaltenen Komponisten aufgeführt. 1925 wurde auch Mezio Agostini in diese Liste aufgenommen. Auf ihr befanden sich außer ihm Franco Alfano, Marco Enrico Bossi, Renzo Rinaldo Bossi, Francesco Cilea, Francesco Malipiero, Giacomo Orefice, Ottorino Respighi und Amilcare Zanella (1873–1949).

## Digitalisate
1. ↑  Il cavaliere del sogno, Libretto als Digitalisat beim Teca Digitale Viewer der Biblioteca Nazionale Centrale di Firenze
2. ↑  Streichquartett No.2, Op.37 als Digitalisat im IMSLP
3. ↑  Preludio als Digitalisat im IMSLP